# 禮頓 (愛荷華州)
禮頓（英語：Leighton）是一個位於美國愛荷華州馬哈斯卡縣的城市。

## 地理
禮頓的座標為41°20′19″N 92°47′12″W / 41.33861°N 92.78667°W，而該地的平均海拔高度為236米（即774英尺）。

## 人口
根據2010年美國人口普查的數據，禮頓的面積為0.26平方千米，當中陸地面積為0.26平方千米，而水域面積為0.00平方千米。當地共有人口162人，而人口密度為每平方千米623人。